# BlackBerry Z10
BlackBerry Z10 — смартфон, разработанный компанией RIM, в настоящее время переименованной в BlackBerry. BlackBerry Z10 - первый из 2 новых смартфонов Blackberry, показанных на BlackBerry 10 Event 30 января 2013.

## Программное обеспечение
BlackBerry Z10 использует  операционную систему BlackBerry 10. Интерфейс BB10 основан на концепции прямого взаимодействия, с использованием мультитач-жестов. Телефон поддерживает функции мобильной точки доступа и может раздавать интернет-соединение на 8 подключенных устройств. Смартфон имеет доступ в магазин приложений BlackBerry World. Это позволяет пользователям покупать и скачивать программы и игры прямо на устройство.
Сенсорная клавиатура была разработана с учётом опыта компании BlackBerry. Она подстраивается под пользовательский стиль написания текстов и предлагает слова для ускорения процесса печати.

## Аппаратная часть
Версия аппарата для 4G-сетей использует Qualcomm Snapdragon S4 Plus (SoC), основанную на двухъядерном процессоре с частотой 1,5 ГГц и видеочипе Adreno 225. Модель без поддержки LTE BlackBerry запустит Z10 с Texas Instruments OMAP 4470 (SoC) с двухъядерным процессором с частотой 1,5 ГГц и с видеочипом PowerVR SGX 544.